# Liuji (köping i Kina, Shandong)
Liuji (kinesiska: 刘集镇, 刘集) är en köping i Kina. Den ligger i provinsen Shandong, i den östra delen av landet, omkring 92 kilometer sydväst om provinshuvudstaden Jinan. Antalet invånare är 59761. Befolkningen består av 30 000 kvinnor och 29 761 män. Barn under 15 år utgör 14,0 %, vuxna 15-64 år 73 %, och äldre över 65 år 11,0 %.
Genomsnittlig årsnederbörd är 861 millimeter. Den regnigaste månaden är juli, med i genomsnitt 255 mm nederbörd, och den torraste är januari, med 5 mm nederbörd.